# Étienne Gutt
Étienne Gutt (Parijs, 13 februari 1925 - 8 oktober 2011) was een Belgisch advocaat, rechtsgeleerde, hoogleraar aan de Université libre de Bruxelles en rechter in het Arbitragehof.

## Biografie
Étienne Gutt was een zoon van econoom en minister Camille Gutt en zwemster Claire Frick. Tijdens de Tweede Wereldoorlog was zijn vader minister van Financiën in Londen. Étienne sloot hij zich aan bij de Royal Air Force en werd reservecommandant. Zijn beide broers overleefden de oorlog niet.
Hij studeerde aan de Universiteit van Oxford in het Verenigd Koninkrijk, waar hij een Master of Arts behaalde. Hij behaalde de diploma's van licentiaat in de maritieme wetgeving (1948) en doctor in de rechten (1951).
In 1962 werd Gutt buitengewoon hoogleraar en in 1970 gewoon hoogleraar aan de Université libre de Bruxelles. Hij was tevens decaan van de rechtsfaculteit van 1983 tot 1984.
In 1966 richtte hij samen met Henri Simont en Lucien Simont het advocatenkantoor Simont, Gutt & Simont op. Na fusies in de jaren 1990 werd het kantoor bekend onder de naam Stibbe.
Van 1984 tot 1989 was Gutt rechter in het Arbitragehof. Hij was er tevens de eerste voorzitter van de Franse taalgroep, een functie die eerst aan Robert Henrion aangeboden was.
Hij onderhield nauw contacten met de Britse academische wereld. Zo werd hij van 1984 in opvolging van Walter Ganshof van der Meersch voorzitter van de Fondation Philippe Wiener - Maurice Anspach, wat hij bleef tot 2002. Hij was ook bestuurder van de Fondation Hubert Pierlot.